# Lorenzo Pellegrini
Lorenzo Pellegrini (Roma, Italia, 19 de junio de 1996) es un futbolista italiano que juega de centrocampista en la A. S. Roma de la Serie A de Italia.

## Trayectoria
El 30 de junio de 2017 fue fichado por la A. S. Roma hasta 2022 a cambio de 10 millones de euros, el jugador regresó a su club formativo luego de dos años, le fue adjudicada la camiseta número 7.
El 1 de diciembre de 2017 marcó su primer gol con la Roma contra SPAL.

## Selección nacional
Fue convocado a la selección absoluta de Italia por primera vez para las fechas FIFA una vez finalizada la temporada 2016-17.
Debutó con la nazionale el 31 de mayo de 2017, en un amistoso contra San Marino en el Estadio Carlo Castellani, ingresó en el segundo tiempo con la camiseta número 20 y ganaron 8-0. Su primer juego lo disputó con 20 años y 346 días.
El siguiente compromiso que jugó Italia fue ante Uruguay, no tuvo minutos pero ganaron 3-0.
A nivel oficial, el 11 de junio tuvo sus primeros minutos en la clasificación europea al mundial, fue titular ante Liechtenstein y ganaron 5-0.

### Participaciones en Eurocopas
| Copa          | Sede     | Resultado        | Partidos | Goles |
| ------------- | -------- | ---------------- | -------- | ----- |
| Eurocopa 2024 | Alemania | Octavos de final | 4        | 0     |

## Estadísticas

### Clubes
Actualizado al último partido disputado el 4 de mayo de 2025.
| Club                           | Div.          | Temporada     | Liga  | Liga  | Liga   | Copas nacionales | Copas nacionales | Copas nacionales | Copas internacionales | Copas internacionales | Copas internacionales | Total | Total | Total  |
| Club                           | Div.          | Temporada     | Part. | Goles | Asist. | Part.            | Goles            | Asist.           | Part.                 | Goles                 | Asist.                | Part. | Goles | Asist. |
| ------------------------------ | ------------- | ------------- | ----- | ----- | ------ | ---------------- | ---------------- | ---------------- | --------------------- | --------------------- | --------------------- | ----- | ----- | ------ |
| A. S. Roma · Italia            | 1.ª           | 2014-15       | 1     | 0     | 0      | 0                | 0                | 0                | —                     | —                     | —                     | 1     | 0     | 0      |
| U. S. Sassuolo Calcio · Italia | 1.ª           | 2015-16       | 19    | 3     | 0      | 1                | 0                | 0                | —                     | —                     | —                     | 20    | 3     | 0      |
| U. S. Sassuolo Calcio · Italia | 1.ª           | 2016-17       | 28    | 6     | 7      | 1                | 1                | 0                | 5                     | 1                     | 1                     | 34    | 8     | 8      |
| U. S. Sassuolo Calcio · Italia | Total club    | Total club    | 47    | 9     | 7      | 2                | 1                | 0                | 5                     | 1                     | 1                     | 54    | 11    | 8      |
| A. S. Roma · Italia            | 1.ª           | 2017-18       | 28    | 3     | 4      | 1                | 0                | 0                | 8                     | 0                     | 1                     | 37    | 3     | 5      |
| A. S. Roma · Italia            | 1.ª           | 2018-19       | 25    | 3     | 4      | 2                | 0                | 0                | 6                     | 1                     | 3                     | 33    | 4     | 7      |
| A. S. Roma · Italia            | 1.ª           | 2019-20       | 27    | 1     | 9      | 2                | 2                | 0                | 5                     | 0                     | 2                     | 34    | 3     | 11     |
| A. S. Roma · Italia            | 1.ª           | 2020-21       | 34    | 7     | 6      | 1                | 1                | 0                | 12                    | 3                     | 3                     | 47    | 11    | 9      |
| A. S. Roma · Italia            | 1.ª           | 2021-22       | 28    | 9     | 3      | 1                | 0                | 0                | 12                    | 5                     | 3                     | 41    | 14    | 6      |
| A. S. Roma · Italia            | 1.ª           | 2022-23       | 32    | 4     | 5      | 2                | 0                | 0                | 14                    | 4                     | 4                     | 48    | 8     | 9      |
| A. S. Roma · Italia            | 1.ª           | 2023-24       | 29    | 8     | 3      | 2                | 0                | 0                | 10                    | 2                     | 2                     | 41    | 10    | 5      |
| A. S. Roma · Italia            | 1.ª           | 2024-25       | 25    | 2     | 1      | 2                | 0                | 0                | 7                     | 1                     | 1                     | 34    | 3     | 2      |
| A. S. Roma · Italia            | Total club    | Total club    | 229   | 37    | 35     | 13               | 3                | 0                | 74                    | 16                    | 19                    | 316   | 56    | 54     |
| Total carrera                  | Total carrera | Total carrera | 276   | 46    | 42     | 15               | 4                | 0                | 79                    | 17                    | 20                    | 370   | 67    | 62     |
| 1. 2.                          |               |               |       |       |        |                  |                  |                  |                       |                       |                       |       |       |        |

### Selección nacional
| Absoluta · Italia                                                                                                | 2018          | 5 | 0 | 0 | — | — | — | — | — | — | 5  | 0 | 0 |
| Absoluta · Italia                                                                                                | 2019          | 3 | 0 | 0 | 3 | 1 | 0 | — | — | — | 6  | 1 | 0 |
| Absoluta · Italia                                                                                                | 2020          | — | — | — | 6 | 1 | 0 | — | — | — | 6  | 1 | 0 |
| Total carrera | Total carrera | 8 | 0 | 0 | 9 | 2 | 0 | 0 | 0 | 0 | 17 | 2 | 0 |
| (1) Incluye los partidos de clasificación para la Eurocopa y el Mundial, Eurocopa y Liga de Naciones de la UEFA. |               |   |   |   |   |   |   |   |   |   |    |   |   |

### Resumen estadístico
|                       | Partidos | Goles | Asistencias | Promedio |
| --------------------- | -------- | ----- | ----------- | -------- |
| Liga                  | 258      | 44    | 42          | 0,17     |
| Copas nacionales      | 13       | 4     | 0           | 0,31     |
| Copas internacionales | 73       | 16    | 19          | 0,22     |
| Selección de Italia   | 36       | 6     | 0           | 0,17     |
| Total carrera         | 380      | 70    | 61          | 0,18     |

## Palmarés

### Títulos internacionales
| Título                             | Club       | Sede   | Año  |
| ---------------------------------- | ---------- | ------ | ---- |
| Liga Europa Conferencia de la UEFA | A. S. Roma | Tirana | 2022 |